# Restaurování v Prachaticích
Restaurování v Prachaticích je dlouhodobý proces obnovy kulturních památek a restaurování sgrafit a fresek na fasádách domů v Městské památkové rezervaci Prachatice. Restaurování probíhá od druhé poloviny 19. století, kdy byly poprvé zpracovány seznamy významných památek v Prachaticích. Na restaurování se podílejí generace restaurátorů tvořících v Prachaticích.

## Galerie
Prachatice Křišťanova 36, pohledy z Velkého náměstí na detaily sgrafit (Skořepa, Mašek 1995–1997)

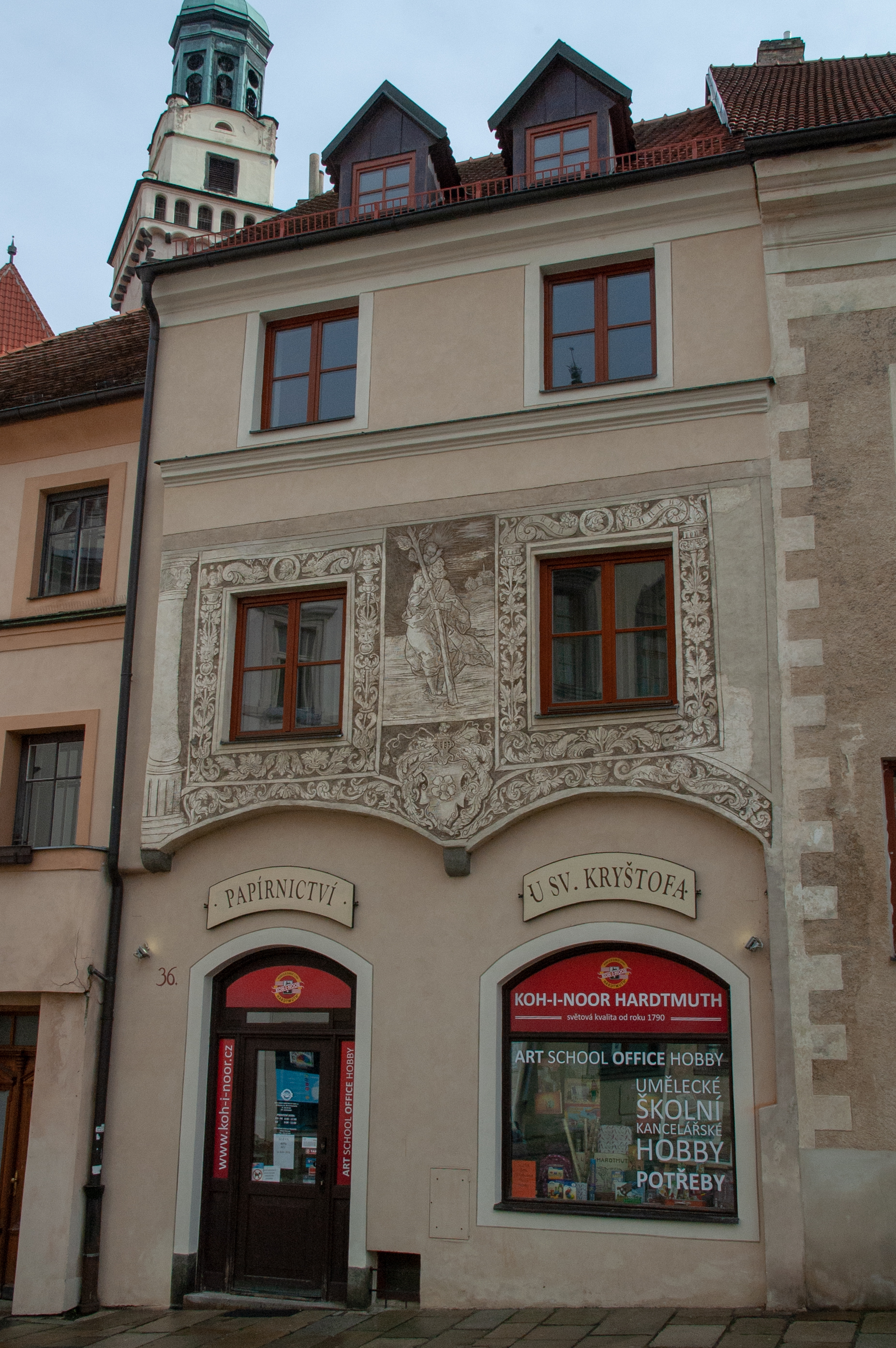
Dům čp. 36, pohled z Velkého náměstí
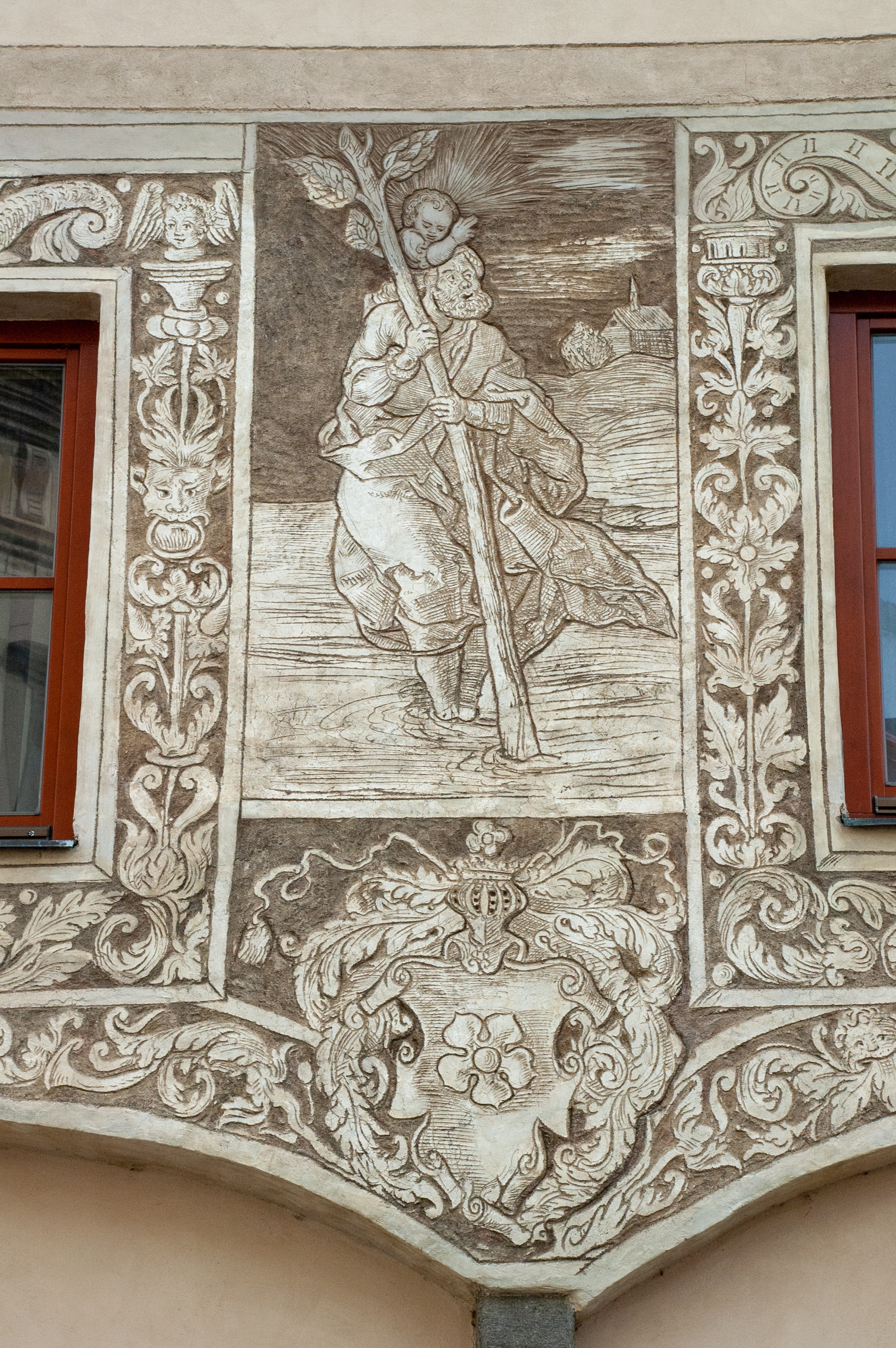
Pohled z Velkého náměstí, pohled na detaily sgrafit
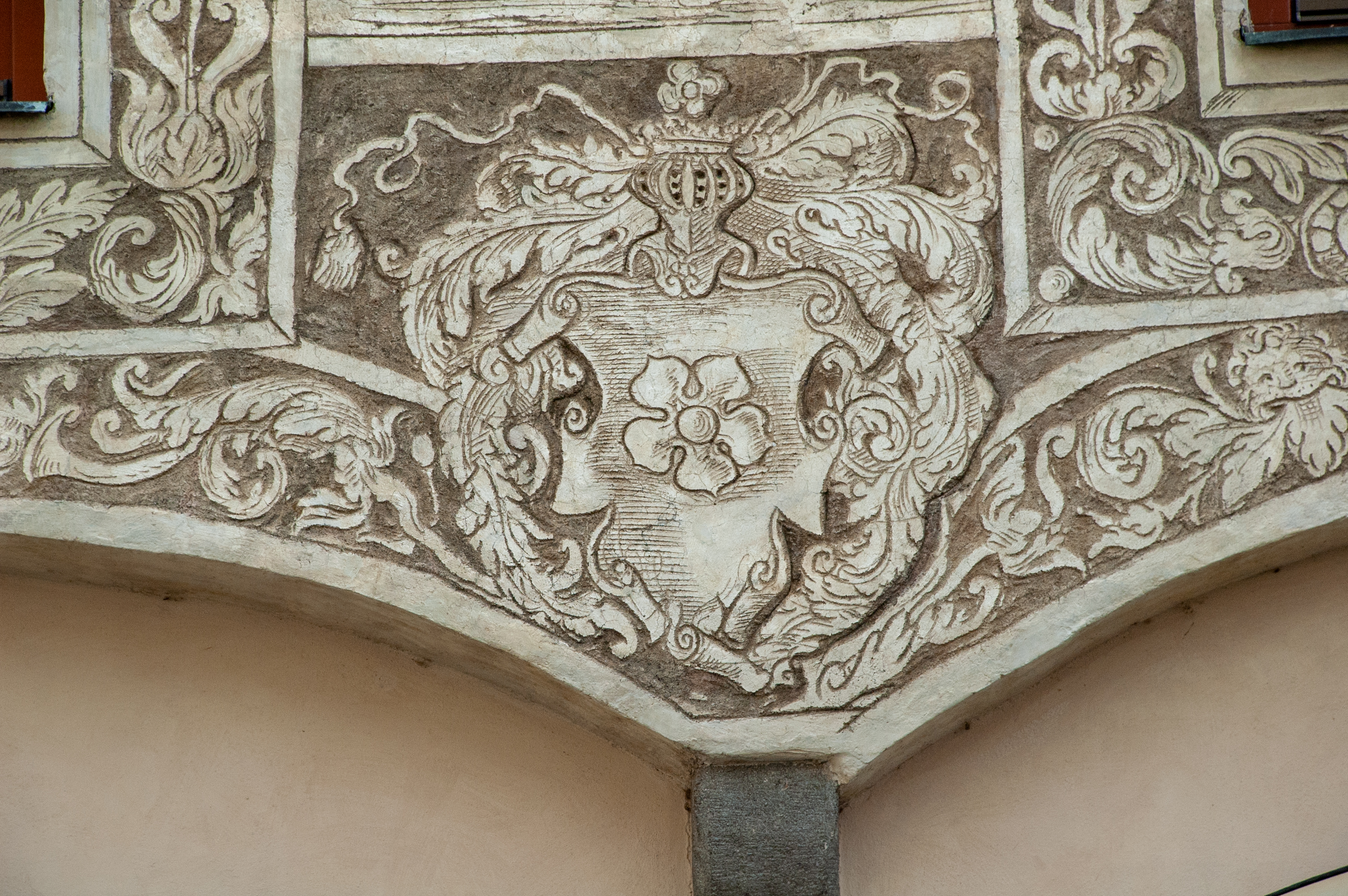
Pohled z Velkého náměstí, pohled na detaily sgrafit
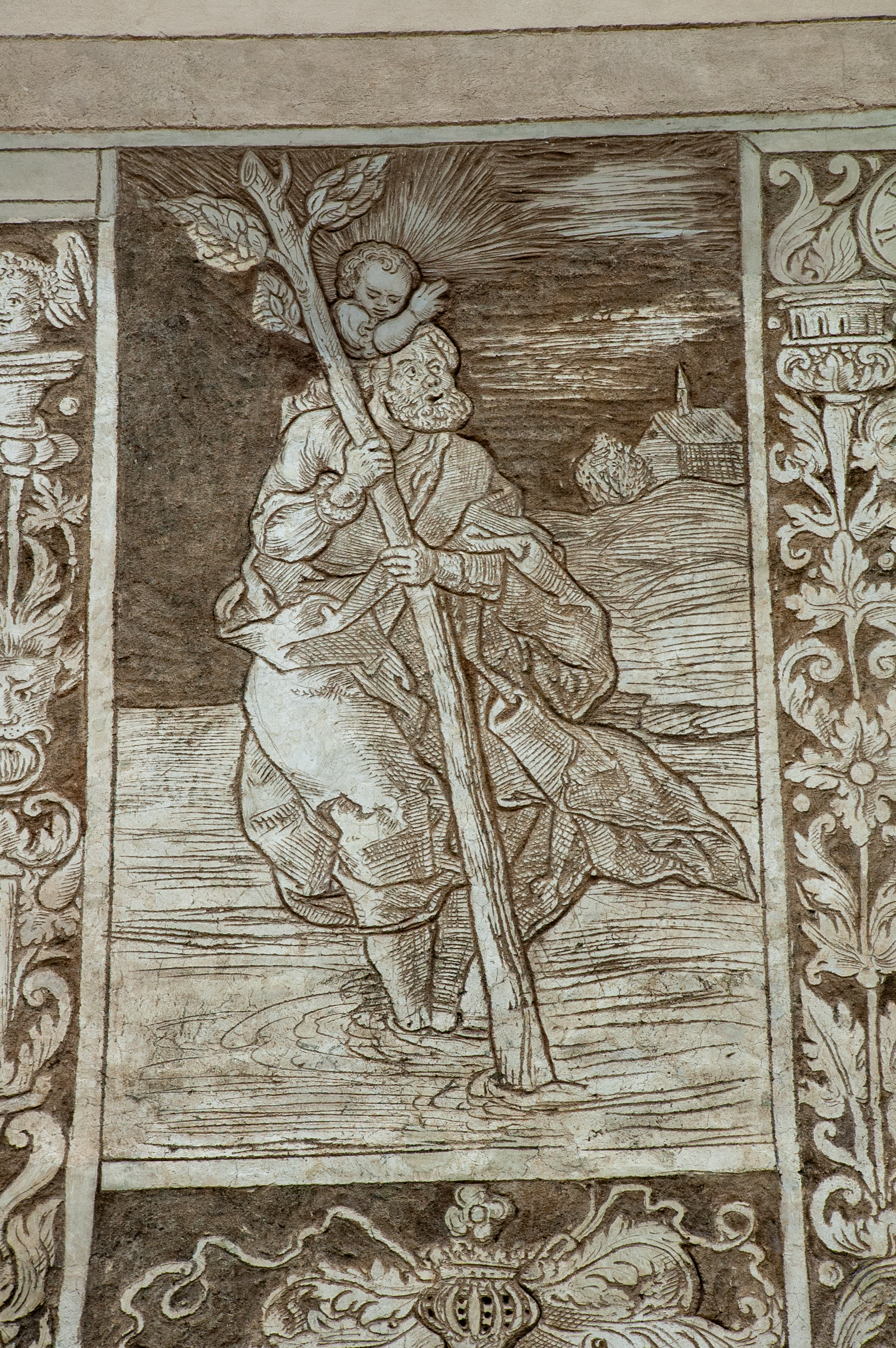
Pohled z Velkého náměstí, pohled na detaily sgrafit
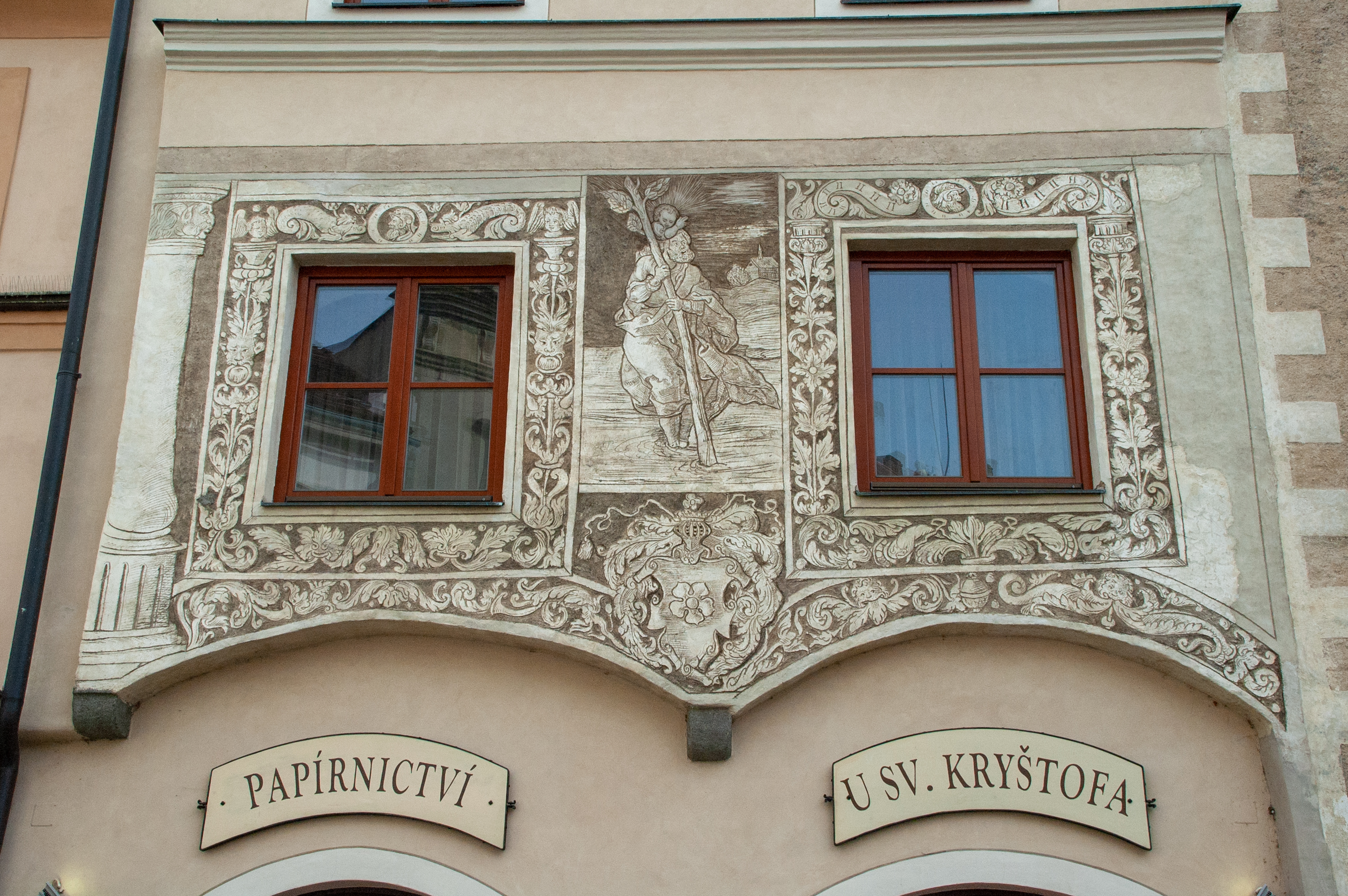
Pohled z Velkého náměstí, pohled na detaily sgrafit